# Чемпионат Уругвая по футболу 1939
Примера А Уругвая по футболу 1939 года — очередной сезон лиги. Турнир проводился по двухкруговой системе в 22 тура (из-за нечётного числа участников). Все клубы из Монтевидео.

## Таблица
| №  | Клуб                 | И  | В  | Н | П  | Заб | Проп | Очки |
| 1  | Насьональ            | 20 | 13 | 2 | 5  | 60  | 17   | 28   |
| 2  | Пеньяроль            | 20 | 13 | 2 | 5  | 56  | 25   | 28   |
| 3  | Монтевидео Уондерерс | 20 | 7  | 8 | 5  | 33  | 28   | 22   |
| 4  | Ливерпуль            | 20 | 8  | 3 | 9  | 29  | 31   | 19   |
| 5  | КА Ривер Плейт       | 20 | 6  | 7 | 7  | 25  | 30   | 19   |
| 6  | Дефенсор             | 20 | 6  | 7 | 7  | 29  | 44   | 19   |
| 7  | Расинг               | 20 | 6  | 7 | 7  | 28  | 45   | 19   |
| 8  | Сентраль             | 20 | 6  | 6 | 8  | 23  | 42   | 18   |
| 9  | Рампла Хуниорс       | 20 | 6  | 5 | 9  | 36  | 42   | 17   |
| 10 | Суд Америка          | 20 | 5  | 6 | 9  | 36  | 37   | 16   |
| 11 | Белья Виста          | 20 | 5  | 5 | 10 | 27  | 41   | 15   |

## Матч за чемпионство
28 апреля: Насьональ-Пеньяроль 3:2 д.в. (Н.: Ф. Ариспе 39', Л. Вольпи 98', А. Гарсиа 103'; П.: А. Камайти 85', 110')

## Матчи

### Тур 1
| Белья Виста — Пеньяроль 2:1    |
| Рампла Хуниорс — Насьональ 2:1 |
| Дефенсор — Суд Америка 2:2     |
| Ривер Плейт — Сентраль 2:0     |
| Ливерпуль — Расинг 0:0         |

### Тур 2
| Расинг — Насьональ 1:0        |
| Уондерерс — Пеньяроль 4:1     |
| Ривер Плейт — Белья Виста 3:2 |
| Суд Америка — Ливерпуль 4:3   |
| Сентраль — Дефенсор 2:1       |

### Тур 3
| Пеньяроль — Сентраль 6:0         |
| Насьональ — Ривер Плейт 0:0      |
| Суд Америка — Уондерерс 4:1      |
| Белья Виста — Рампла Хуниорс 2:1 |
| Дефенсор — Ливерпуль 4:2         |

### Тур 4
| Насьональ — Суд Америка 2:1    |
| Пеньяроль — Дефенсор 7:0       |
| Белья Виста — Ливерпуль 1:1    |
| Уондерерс — Рампла Хуниорс 4:2 |
| Сентраль — Расинг 1:1          |

### Тур 5
| Пеньяроль — Рампла Хуниорс 5:0 |
| Насьональ — Белья Виста 2:0    |
| Уондерерс — Ривер Плейт 3:1    |
| Сентраль — Суд Америка 2:1     |
| Расинг — Дефенсор 4:1          |

### Тур 6
| Насьональ — Ливерпуль 4:1        |
| Пеньяроль — Расинг 5:0           |
| Суд Америка — Рампла Хуниорс 3:1 |
| Белья Виста — Уондерерс 2:0      |
| Ривер Плейт — Дефенсор 0:0       |

### Тур 7
| Ривер Плейт — Пеньяроль 4:2    |
| Насьональ — Сентраль 6:1       |
| Уондерерс — Расинг 3:1         |
| Дефенсор — Белья Виста 2:0     |
| Ливерпуль — Рампла Хуниорс 4:2 |

### Тур 8
| Насьональ — Дефенсор 6:0      |
| Суд Америка — Пеньяроль 1:1   |
| Сентраль — Рампла Хуниорс 1:1 |
| Уондерерс — Ливерпуль 2:0     |
| Ривер Плейт — Расинг 1:0      |

### Тур 9
| Уондерерс — Сентраль 1:1      |
| Суд Америка — Белья Виста 1:1 |
| Ливерпуль — Ривер Плейт 1:0   |
| Пеньяроль — Насьональ 2:1     |
| Рампла Хуниорс — Расинг 4:4   |

### Тур 10
| Пеньяроль — Ливерпуль 3:1        |
| Сентраль — Белья Виста 1:1       |
| Суд Америка — Расинг 7:1         |
| Рампла Хуниорс — Ривер Плейт 1:1 |
| Уондерерс — Дефенсор 1:1         |

### Тур 11
| Сентраль — Ливерпуль 1:0      |
| Суд Америка — Ривер Плейт 1:1 |
| Насьональ — Уондерерс 2:0     |
| Рампла Хуниорс — Дефенсор 4:1 |
| Белья Виста — Расинг 2:0      |

### Тур 12
| Пеньяроль — Белья Виста 3:1    |
| Насьональ — Рампла Хуниорс 4:1 |
| Дефенсор — Суд Америка 2:1     |
| Сентраль — Ривер Плейт 2:1     |
| Расинг — Ливерпуль 2:1         |

### Тур 13
| Уондерерс — Пеньяроль 2:2     |
| Ривер Плейт — Белья Виста 1:1 |
| Ливерпуль — Суд Америка 1:0   |
| Сентраль — Дефенсор 1:1       |
| Насьональ — Расинг п: в       |

### Тур 14
| Сентраль — Пеньяроль 3:2         |
| Насьональ — Ривер Плейт 4:1      |
| Суд Америка — Уондерерс 0:0      |
| Рампла Хуниорс — Белья Виста 5:1 |
| Ливерпуль — Дефенсор 4:1         |

### Тур 15
| Насьональ — Суд Америка 2:2    |
| Пеньяроль — Дефенсор 3:1       |
| Ливерпуль — Белья Виста 1:0    |
| Уондерерс — Рампла Хуниорс 0:0 |
| Сентраль — Расинг 2:2          |

### Тур 16
| Пеньяроль — Рампла Хуниорс 2:0 |
| Насьональ — Белья Виста 8:2    |
| Уондерерс — Ривер Плейт 2:2    |
| Сентраль — Суд Америка 4:1     |
| Расинг — Дефенсор 2:2          |

### Тур 17
| Насьональ — Ливерпуль 4:0        |
| Пеньяроль — Расинг 4:1           |
| Рампла Хуниорс — Суд Америка 4:0 |
| Уондерерс — Белья Виста 3:2      |
| Ривер Плейт — Дефенсор 1:1       |

### Тур 18
| Пеньяроль — Ривер Плейт 2:0    |
| Насьональ — Сентраль 5:0       |
| Уондерерс — Расинг 2:2         |
| Дефенсор — Белья Виста 2:1     |
| Ливерпуль — Рампла Хуниорс 2:0 |

### Тур 19
| Дефенсор — Насьональ 2:1      |
| Пеньяроль — Суд Америка 3:2   |
| Рампла Хуниорс — Сентраль 2:1 |
| Уондерерс — Ливерпуль 1:1     |
| Ривер Плейт — Расинг 1:0      |

### Тур 20
| Уондерерс — Сентраль 4:0      |
| Суд Америка — Белья Виста 4:1 |
| Ливерпуль — Ривер Плейт 4:0   |
| Насьональ — Пеньяроль 1:0     |
| Расинг — Рампла Хуниорс 1:0   |

### Тур 21
| Пеньяроль — Ливерпуль 2:1        |
| Белья Виста — Сентраль 3:0       |
| Расинг — Суд Америка 3:1         |
| Рампла Хуниорс — Ривер Плейт 4:3 |
| Дефенсор — Уондерерс 3:0         |

### Тур 22
| Ливерпуль — Сентраль 1:0      |
| Ривер Плейт — Суд Америка 2:0 |
| Насьональ — Уондерерс 1:0     |
| Рампла Хуниорс — Дефенсор 2:2 |
| Белья Виста — Расинг 2:2      |

## Матчи за право остаться в лиге
- Прогресо — Белья Виста 2:1
- Белья Виста — Прогресо 2:0
- Белья Виста — Прогресо 3:0

«Белья Виста» остаётся в лиге, «Прогресо» остаётся в Дивизионе Интермедиа.